# Zapasy na Igrzyskach Frankofońskich 2013
Zapasy na Igrzyskach Frankofońskich 2013 – odbyły się w dniach od 8 września do 10 września w Nicei, a zawody rozgrywane były w stylu wolnym kobiet i mężczyzn.

## Tabela medalowa
|    | Państwo   |    |    |    | Razem: |
| -- | --------- | -- | -- | -- | ------ |
| 1. | Kanada    | 6  | 7  | 9  | 22     |
| 2. | Armenia   | 3  | 0  | 1  | 4      |
| 3. | Francja   | 2  | 2  | 1  | 5      |
| 4. | Rumunia   | 2  | 1  | 1  | 4      |
| 5. | Polska    | 1  | 0  | 7  | 8      |
| 6. | Kamerun   | 0  | 2  | 2  | 4      |
| 7. | Senegal   | 0  | 1  | 1  | 2      |
| 8. | Słowacja  | 0  | 1  | 0  | 1      |
| 9. | Katar     | 0  | 0  | 1  | 1      |
| .  | Kambodża  | 0  | 0  | 1  | 1      |
| .  | Mauritius | 0  | 0  | 1  | 1      |
| .  | Czad      | 0  | 0  | 1  | 1      |
|    | razem:    | 14 | 14 | 26 | 54     |

## W stylu wolnym
| Waga   | złoty                  | srebrny            | brązowy               | brązowy              |
| ------ | ---------------------- | ------------------ | --------------------- | -------------------- |
| 55 kg  | Ohan Gikinian          | Steven Takahashi   | Adam Bieńkowski       | Jake Renning         |
| 60 kg  | Michael Asselstine     | Vincent De Marinis | Jean Bernard Diatta   | Quentin Sticker      |
| 66 kg  | Narek Sirunian         | Adrian Moise       | Abd ar-Rahman Ibrahim | Scott Schiller       |
| 74 kg  | Zelimkhan Khadjiev     | Cleopas Ncube      | Andrzej Sokalski      | Shawn Daye-Finlay    |
| 84 kg  | Sebastian Jezierzański | Jordan Steen       | Andrei Franț          | Alex Brown-Theriault |
| 96 kg  | Wiktor Kaziszwili      | Riley Otto         | Kamil Wojciechowski   | Thomas Macrae        |
| 120 kg | Sunny Dhinsa           | Thiacka Faye       | Andranik Galystian    | Charles Thoms        |

## W stylu wolnym kobiet
| Waga  | złoty              | srebrny           | brązowy                 | brązowy             |
| ----- | ------------------ | ----------------- | ----------------------- | ------------------- |
| 48 kg | Mădălina Linguraru | Lenka Matejová    | Chov Sotheara           | Jasmine Mian        |
| 51 kg | Vanessa Brown      | Isabelle Ladeveze | Sara Jezierzańska       | ----                |
| 55 kg | Tatiana Debien     | Samantha Stewart  | Brianne Barry           | Katarzyna Michalak  |
| 59 kg | Michelle Fazzari   | Edwige Ngono Eyia | Edwinge Goudiaby Eyia   | Katarzyna Madrowska |
| 63 kg | Danielle Lappage   | Linda Morais      | Marie Milazar           | Paulina Grabowska   |
| 67 kg | Beatrice Oancea    | Berthe Etane      | Weronika Marta Maleszka | ----                |
| 72 kg | Veronica Keefe     | Cynthia Vescan    | Laure Ali               | Ahmat Fatime        |